# 上田藩

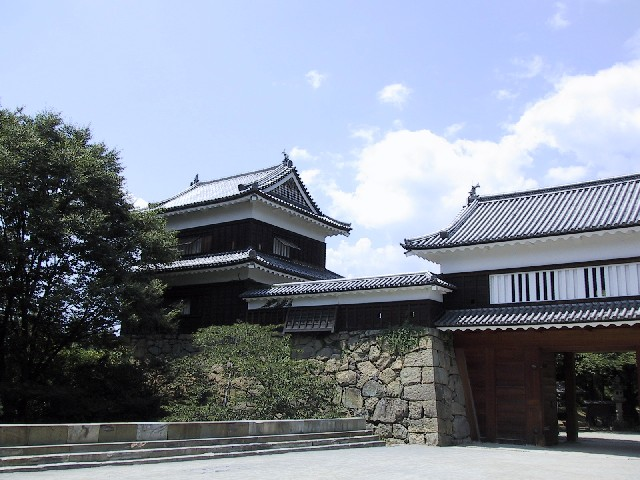
上田城

上田藩（うえだはん）は、江戸時代に信濃国小県郡上田（現在の長野県上田市）周辺を支配した藩。藩庁は上田城。

## 概要

### 真田家時代

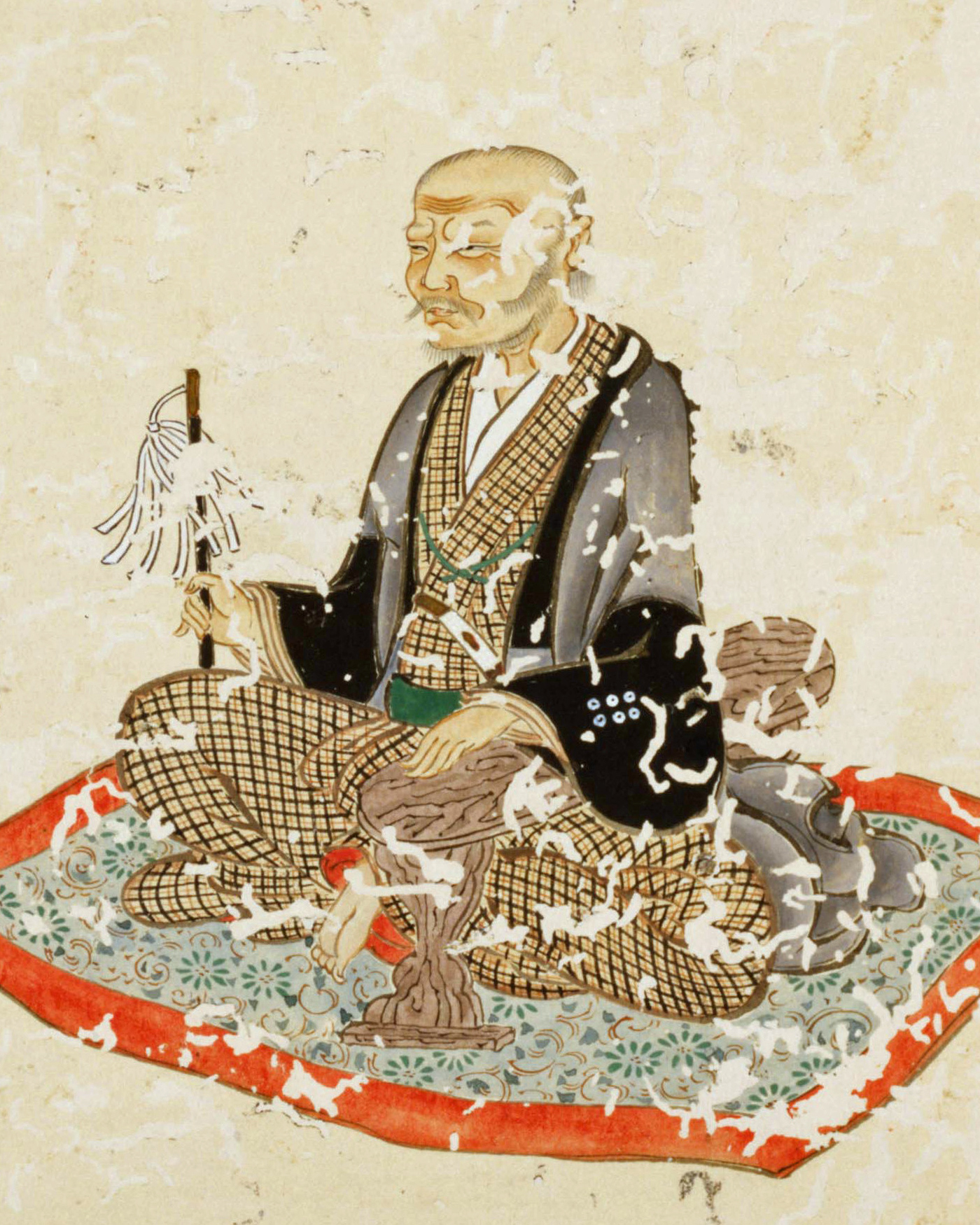
真田昌幸

上田は武田旧臣であった真田昌幸が、千曲川沿いに上田城（天正11年（1583年）着工）を築いたことから始まる。昌幸は旧主である武田信玄に倣って領民に善政を敷き、上田はこの地域における中核的な城下町として成長していった。
昌幸は、武田滅亡後は織田信長に始まり北条氏や徳川氏・上杉氏など主家を転々と変え、最終的に豊臣秀吉の家臣となり、徳川家康の与力大名となる。
慶長5年（1600年）の第二次上田合戦では、西軍に与して徳川秀忠軍3万2千を数千の兵で撃退したが、関ヶ原の戦いで西軍が敗れたため、昌幸・真田信繁（幸村）父子は紀州九度山に幽閉され、上田城は破壊される。
代わって東軍に与した嫡男の真田信之が父の領地を継承、信之は元和2年（1616年）に上田に移り、徳川体制下における上田藩9万5000石が成立した。元和8年（1622年）、幕命によって信之は信濃松代藩へ移封された。

### 仙石家時代

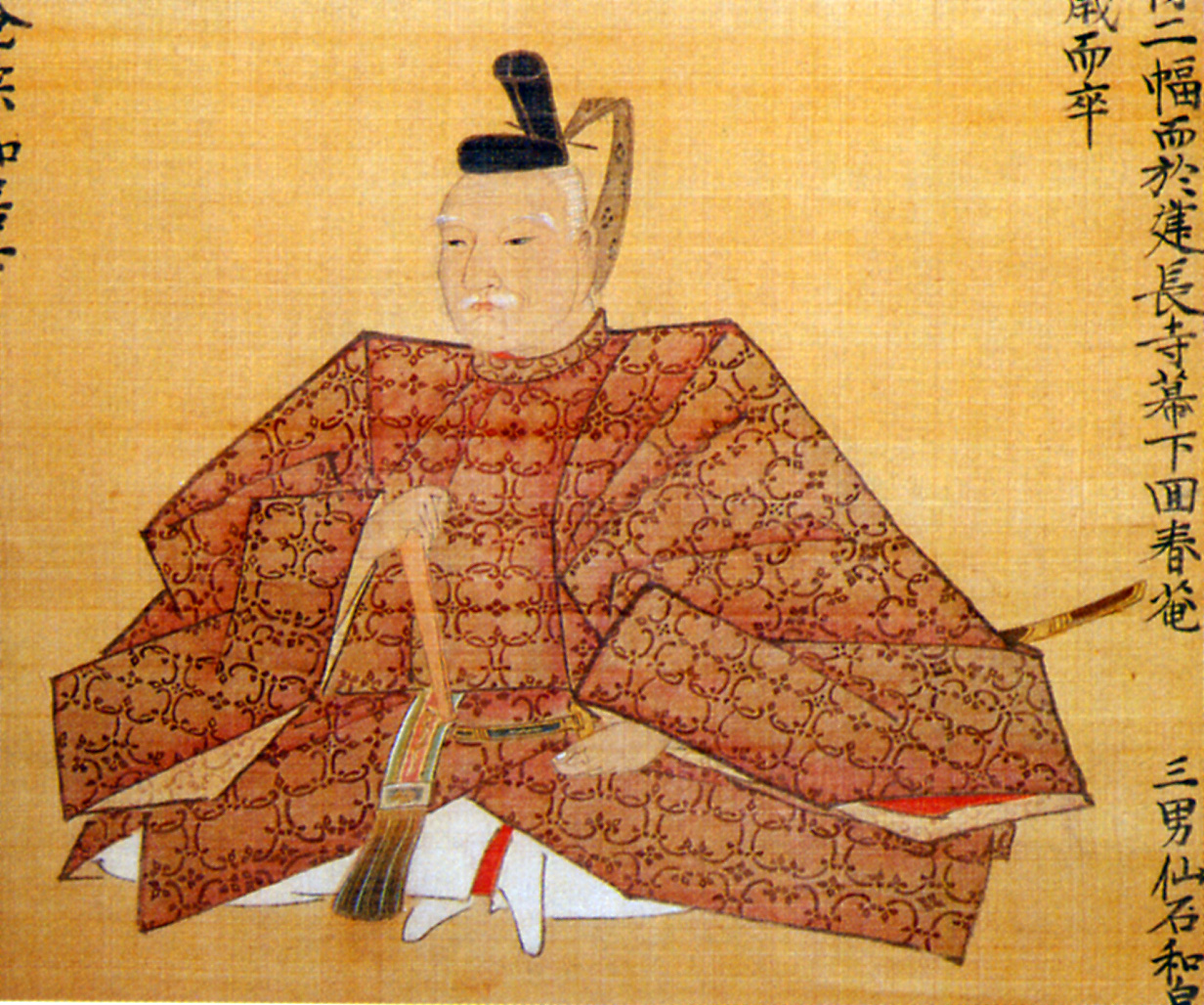
仙石忠政

真田氏に代わって、信濃小諸藩より仙石忠政が6万石で入った。
忠政は上田城修築などに尽力したが、寛永5年（1628年）に死去し、跡を子の仙石政俊が継いだ。政俊は検地を主流とした土地制度改革を行ったが、結果として失敗し、結局、上田の収入は貫高制のまま移行できなかった。政俊の子・仙石忠俊は父に先立って早世していたため、孫の仙石政明が寛文9年（1669年）に跡を継いだ。この時、忠政の三男・仙石政勝が小県郡のうちで2000石を分与されている。そして宝永3年（1706年）、政明は但馬国出石藩へ移封された。

### 藤井松平家時代
仙石氏に代わって、松平忠周が5万8000石で入った。
初代・忠周は領内の支配体制を固め、京都所司代や老中を歴任している。享保13年（1728年）に忠周は死去し、跡を子の松平忠愛が継いだ。このとき、弟の松平忠容に川中島のうちで5000石を分与されている。このため、上田藩領は5万3000石となる。
寛延2年（1749年）、忠愛は隠居してその子・松平忠順が継いだ。この忠順の宝暦11年（1761年）に大規模な百姓一揆が発生した。（上田騒動）天明3年（1783年）に忠順は死去し、その子・松平忠済が継いだ。ところが忠済は嗣子に恵まれず、彼の晩年には相続問題が発生。このため、分与した忠容系統から松平忠学を養嗣子として迎え、文化9年（1812年）に忠済は隠居して忠学に家督を譲った。

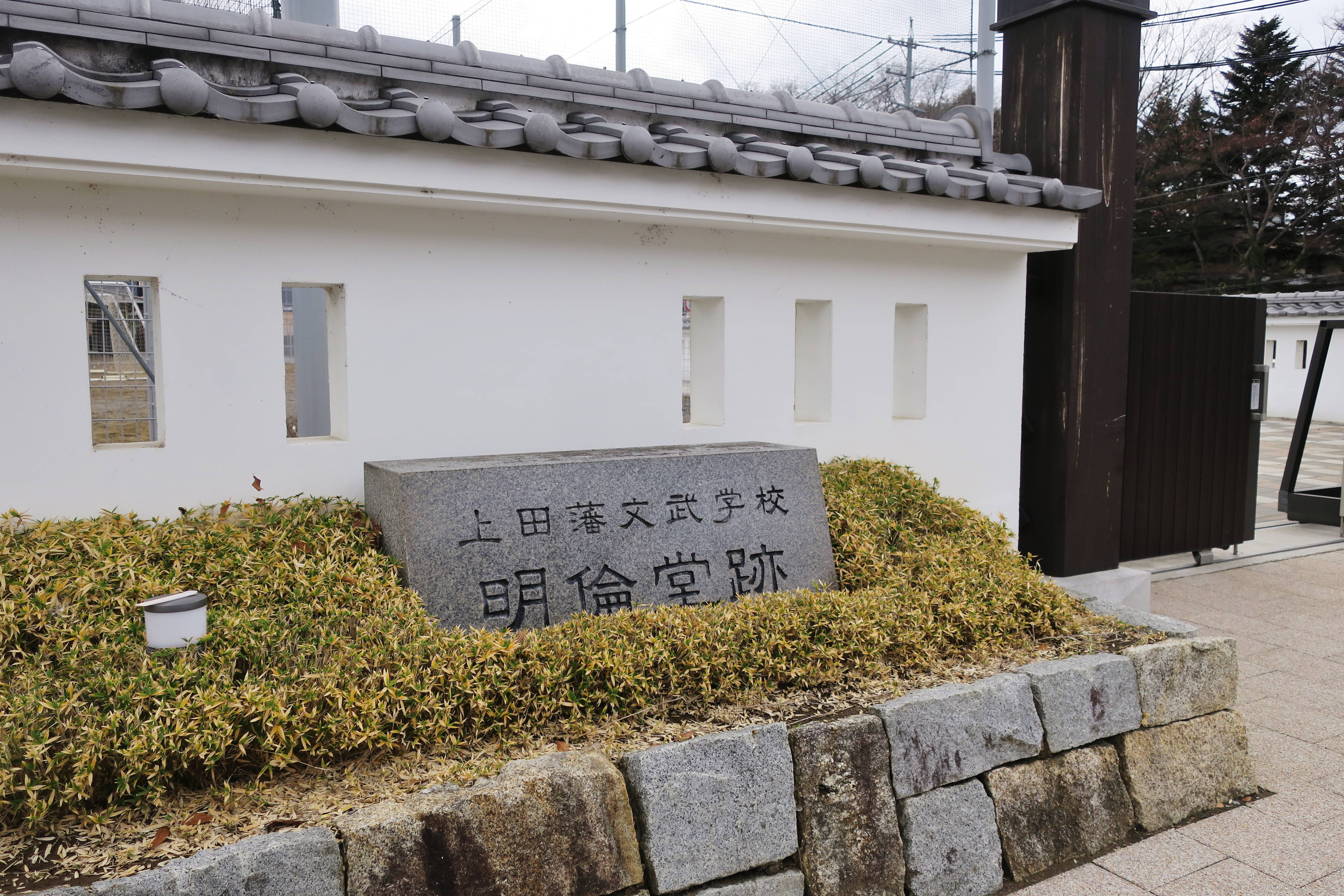
上田藩文武学校 明倫堂跡（長野県上田市、上田市立第二中学校）

この忠学は有能で、翌年には藩校・明倫堂と武芸稽古所（演武場）を設けている。また、軍制制度・土地制度の改革なども行っていた。文政13年（1830年）に忠学は隠居し、姫路藩より迎えた酒井忠実の子・酒井玉助を養子とし、玉助はのちに松平忠固と名乗り家督を相続。忠固は奏者番・寺社奉行加役・大坂城代・老中などを歴任する。第13代将軍・徳川家定の嗣子をめぐって南紀派と一橋派による争いが起こると、忠固は南紀派に与して井伊直弼の大老就任などに尽力した。しかし忠固はやがて直弼の安政の大獄問題から対立して老中職を罷免され、安政6年（1859年）に死去した。忠固の後はその子・松平忠礼が継いだ。ところが亡父が幕政に参与して藩政を顧みなかったために藩財政が悪化し、藩内部では藩政の主導権をめぐって藩内で政争が起こるなどの混乱が続いた。
戊辰戦争では新政府側に与して北越戦争、会津戦争に出兵する。明治2年（1869年）、忠礼は版籍奉還を行って藩知事となったが、同年に領内で大規模な騒動が起こった。明治4年（1871年）の廃藩置県で上田藩は廃されて上田県となる。そして同年11月、上田県は長野県に吸収された。

## 歴代藩主

### 真田家
外様 9万5000石
1. 真田信之（のぶゆき） 従五位下 伊豆守

### 仙石家
外様 6万石→5万8000石
1. 仙石忠政（ただまさ） 従五位下 兵部大輔
2. 仙石政俊（まさとし） 従五位下 越前守
3. 仙石政明（まさあきら） 従五位下 越前守

### 松平（藤井）家
譜代 5万8000石→5万3000石
1. 松平忠周（ただちか） 従四位下 伊賀守 侍従
2. 松平忠愛（ただざね） 従五位下 伊賀守
3. 松平忠順（ただより） 従五位下 伊賀守
4. 松平忠済（ただまさ） 従五位下 伊賀守
5. 松平忠学（たださと） 従五位下 伊賀守
6. 松平忠固（ただかた） 従四位下 伊賀守 侍従
7. 松平忠礼（ただなり） 従五位下 伊賀守

## 幕末の領地
- 信濃国
  - 小県郡のうち - 106村

小牧村 (280石5斗7升0合0勺0才7撮)・諏訪形村 (1034石4斗6升1合0勺6才0撮)・御所村 (575石7斗3升1合0勺1才8撮)・本海野村 (485石2斗9升8合0勺0才4撮)・中ノ条村 (1120石5斗3升5合0勺3才4撮)・下ノ条村 (829石5斗8升1合9勺7才0撮)・上田原村 (838石7斗4升2合9勺8才1撮)・筑地村 (574石8斗9升2合0勺2才9撮)・福田村 (369石2斗3升1合9勺9才5撮)・吉田村 (266石7斗2升1合9勺8才5撮)・小泉村 (1468石6斗3升9合0勺3才8撮)・下室賀村 (605石7斗1升3合9勺8才9撮)・上室賀村 (624石2斗7升8合9勺9才2撮)・仁古田村 (824石8斗2升5合0勺1才2撮)・岡村 (535石8斗0升6合0勺3才0撮)・馬越村 (805石12升5合9勺7才7撮)・当郷 (869石2斗2升3合0勺2才2撮)・村松郷 (674石4斗9升2合0勺0才4撮)・田沢村 (471石7斗2升1合9勺8才5撮)・奈良本村 (613石3斗2升0合0勺0才7撮)・沓掛村 (189石2斗9升2合0勺0才7撮)・夫神村 (569石7斗2升8合0勺2才7撮)・殿戸村 (284石4斗9升79勺8才6撮)・越戸村 (351石18升7合0勺1才2撮)・舞田村 (213石3斗0升4合0勺0才1撮)・八木沢村 (414石1斗6升1合9勺8才7撮)・別所村 (852石6斗2升2合0勺0才9撮)・野倉村 (143石1斗6升7合0勺0才7撮)・山田村 (343石9斗1升7合9勺9才9撮)・手塚村 (1226石1斗7升2合9勺7才4撮)・前山村 (846石9斗5升3合0勺0才3撮)・十人村 (309石5斗2升7合0勺0才8撮)・本郷 (496石0斗3升7合9勺9才4撮)・中野村 (299石9斗3升4合9勺9才8撮)・保屋村 (488石0斗7升5合9勺8才9撮)・神畑村 (402石0斗4升0合9勺8才5撮)・小島村 (274石2斗9升0合9勺8才5撮)・五加村 (431石6斗9升6合9勺9才1撮)・下ノ郷 (286石8斗9升0合9勺9才1撮)・平井寺村 (146石6斗1升0合0勺0才1撮)・加沢村 (609石1斗1升9合0勺1才9撮)・下塩尻村 (798石5斗4升1合9勺9才2撮)・上塩尻村 (791石2斗0升8合9勺8才4撮)・秋和村 (1156石4斗3升7合9勺8才8撮)・生塚村 (262石1斗9升7合9勺9才8撮)・西脇村 (391石2斗9升2合9勺9才9撮)・鎌原村 (142石7斗3升5合9勺92撮)・房山村 (674石3斗5升1合9勺9才0撮)・常田村 (926石1斗1升7合0勺0才4撮)・踏入村 (392石2斗2升0合0勺0才1撮)・国分村 (350石0斗1升9合9勺8才9撮)・下青木村 (333石7斗1升7合0勺1才0撮)・岩門村 (392石9斗1升5合9勺8才5撮)・染屋村 (536石0斗2升89勺9才2撮)・大久保村 (144石8斗5升2合0勺0才5撮)・笹井村 (619石4斗5升3合0勺0才3撮)・野竹村 (609石0斗9升1合0勺0才3撮)・岩下村 (261石2斗8升7合9勺9才4撮)・大屋村 (355石9斗0升3合0勺1才5撮)・田沢村 (474石1斗2升5合0勺0才0撮)・深井村 (463石4斗4升1合0勺1才0撮)・吉田村 (775石7斗8升1合9勺8才2撮)・東上田村 (171石5斗4升1合0勺0才0撮)・海善寺村 (440石0斗6升2合9勺8才8撮)・諏訪部村 (134石8斗2升0合0勺0才7撮)・林ノ郷 (173石4斗8升3合0勺0才2撮)・山口村 (678石9斗3升5合9勺7才4撮)・伊勢山村 (850石4斗9升2合9勺8才1撮)・長島村 (594石4斗3升9合0勺2才6撮)・金剛寺村 (595石8斗2升5合0勺1才2撮)・新屋村 (311石7斗6升0合9勺8才6撮)・黒坪村 (240石6斗2升1合0勺0才2撮)・堀村 (484石2斗2升2合9勺9才2撮)・上沢村 (234石3斗2升0合9勺9才9撮)・田中村 (552石3斗5升6合0勺1才8撮)・常田村 (416石4斗1升1合0勺1才1撮)・中曾根村 (382石1斗7升0合9勺9才0撮)・栗林村 (300石7斗6升5合0勺1才5撮)・上青木村 (370石6斗3升6合9勺9才3撮)・久保林村 (276石7斗6升9合0勺1才2撮)・上原村 (603石6斗5升9合9勺7才3撮)・中原村 (566石7斗8升8合0勺2才5撮)・下原村 (562石6斗9升2合0勺1才7撮)・真田村 (1079石9斗7升3合9勺9才9撮)・横沢村 (394石5斗5升8合9勺9才0撮)・大日向村 (264石0斗1升3合0勺0才0撮)・曲尾村 (608石4斗6升5合0勺2才7撮)・軽井沢村 (606石2斗9升6合0勺2才1撮)・上洗馬村 (842石1斗7升2合9勺7才4撮)・中村 (436石3斗3升4合9勺9才1撮)・中挾村 (203石2斗5升9合0勺0才3撮)・奈良尾村 (574石8斗6升6合0勺2才8撮)・町屋村 (602石9斗1升8合0勺3才0撮)・石神村 (335石3斗8升6合9勺9才3撮)・鈴子村 (301石1斗8升1合0勺0才0撮)・柳沢村 (369石1斗8升7合9勺8才8撮)・沖村 (432石1斗6升5合0勺0才9撮)・鳥屋村 (314石1斗0升5合9勺8才8撮)・下武石村 (1145石3斗0升2合0勺0才2撮)・上武石村 (520石7斗2升3合9勺9才9撮)・下本入村 (193石4斗2升7合0勺0才2撮)・上本入村 (360石2斗1升3合9勺8才9撮)・小沢根村 (336石1斗1升4合0勺1才4撮)・余里村 (　222石7斗5升1合9勺9才9撮)・上田町 (169石9斗7升2合0勺0才0撮)
- - 更級郡のうち - 5村

今里村 (1056石8斗9升7合9勺4才9撮)・稲荷山村 (783石1斗6升8合0勺3才0撮)・岡田村 (1334石0斗0升0合0勺0才0撮)・戸部村 (1269石2斗9升6合0勺2才1撮)・中氷鉋村 (637石0斗1升8合9勺8才2撮)		

## 関連リンク
- 上田（松平伊賀守忠済） | 大名家情報 - 武鑑全集

| 先代 （信濃国） | 行政区の変遷 1600年 - 1871年 （上田藩→上田県） | 次代 長野県 |